# Cidnopus pilosus
Cidnopus pilosus је инсект из реда тврдокрилаца који припада фамилији скочибуба (Elateridae).

## Распрострањеност
Врста је присутна у већем делу Европе, у источном Палеарктичком царству и на Блиском истоку. У Србији је бележена готово у свим деловима осим у југозападном делу земље. 

## Станиште
Ова скочибуба углавном преферира сунчана станишта попут ливада, отворених шума, живу ограду и ниску вегетацију.

## Опис врсте
Одрасле јединке достижу величину тела од 8 до 13 mm. Пронотум је чврст са израженoм перфорацијом, док му је ширина нешто већа у односу на дужину. Дуж елитрона се могу јасно видети линије које формирају рупице (перфорације) поређане једна до друге. Основна боја инсекта је металик црна са бронзаним одсјајем. Горња страна тела је прекривена сивкастим длачицама. 

## Животни циклус
Одрасле јединке се могу срести од априла до краја јула.  Након парења женка полаже јаја у земљу из којих ће се касније развити ларве. Ларве се углавном хране кореном биљака из породице трава (Poaceae).Главне биљке домаћини су врсте из породица ружа (Rosaceae), трава (Poaceae) и штитаре (Apiaceae), попут глога ( Crataegus spp.), медвеђе шапе (Heraclecum sphondylium) и других.